# Hed PE
Hed PE, відомий також як (hed) Planet Earth та (həd) p.e. — американський рок-гурт із Г'юнінґтон-Біч, Каліфорнія. Виник 1994 року. Гурт виконує музику, яку називають «G-punk», тобто поєднання панк-року та хіп-хопу. Після виходу трьох альбомів на Jive Records, 2006 року Hed PE перейшли на лейбл Suburban Noize Records.

## Учасники
Теперішні
- Jared Gomes (MC Underdog, або M.C.U.D.) — спів (з 1994)
- Mawk (Mark Young) — бас (з 1994)
- DJ Product © 1969 (Doug Boyce) — діджеїнґ (з 1994)
- Jaxon — гітара (з 2004)
- Trauma — ударні (з 2009)

Колишні
- The Finger — клавішні (1994—1996)
- Chizad — гітара (1994—2002)
- Wesstyle — гітара (1994—2003)
- B.C. Vaught — ударні (1994—2003)
- Sonny Mayo — гітара (2002—2003)
- Christopher Hendrich — ударні (2004)
- Moke — ударні (2004—2006)
- Devin Lebsack — ударні (2006—2007)
- Tiny Bubz — ударні (2007—2008)

## Дискографія
Студійні
- Hed PE (1997)
- Broke (2000)
- Blackout (2003)
- Only in Amerika (2004)
- Back 2 Base X (2006)
- Insomnia (2007)
- New World Orphans (2009)
- Truth Rising (2010)
- Evolution (2014)
- Forever! (2016)
- Sandmine EP (2021)

Концертні
- The D.I.Y. Guys (2008)

Компіляції

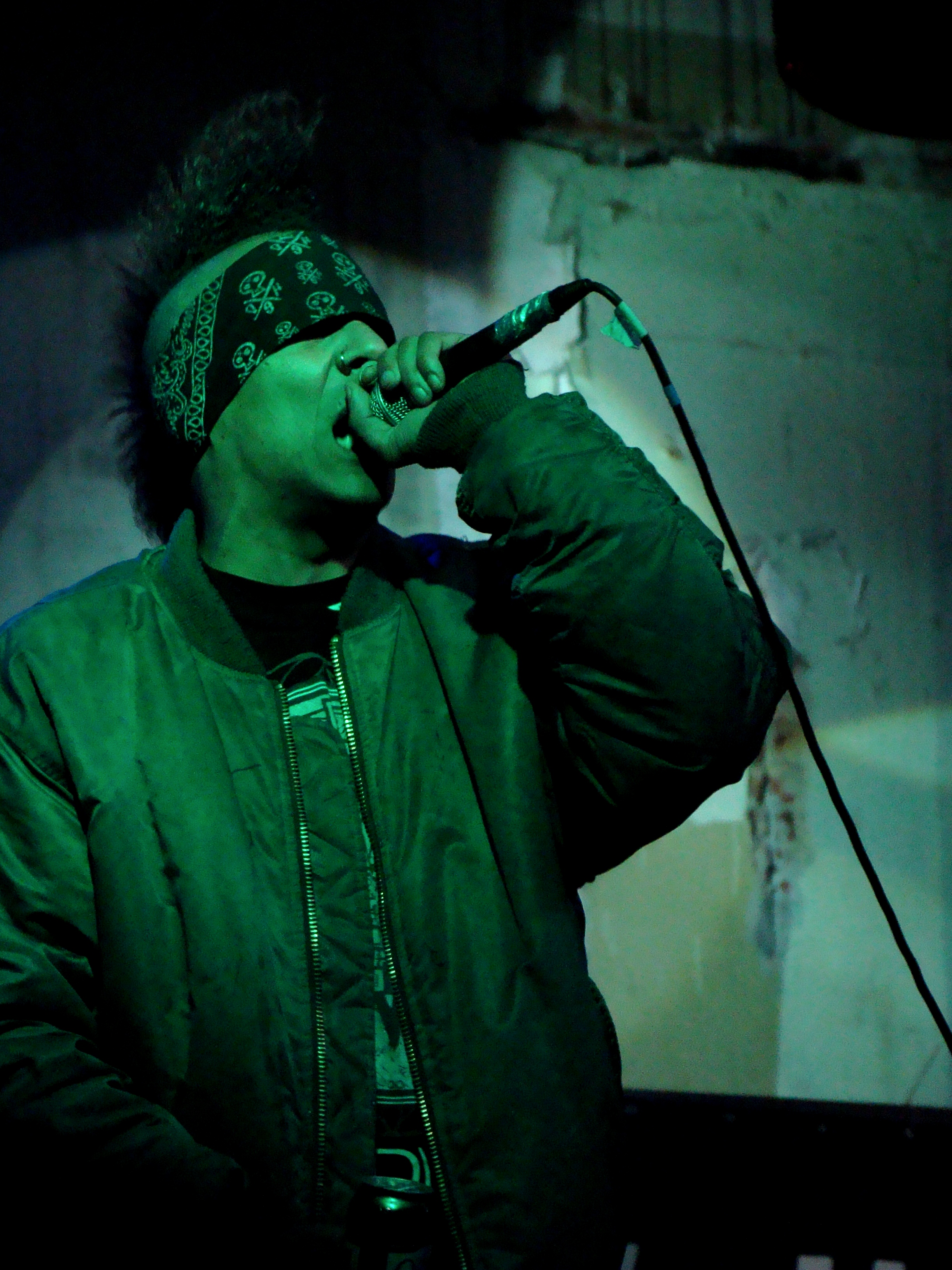
Вокаліст Hed PE під час виступу у Львові, 2012

- The Best of (həd) Planet Earth (2006)
- Major Pain 2 Indee Freedom: The Best of Hed P.E. (2010)

Сингли
- Ground (1997)
- Serpent Boy (1998)
- The Meadow (1998)
- Music From Broke (2000)
- Bartender (2000)
- Killing Time (2001)
- Blackout (2003)
- Other Side (2003)
- Represent (2005)
- Get Ready (2006)
- Beware Do We Go (2006)
- Suffa (2007)
- Comeova2nite (2007)
- Renegade (2009)
- Here and Now (2009)
- «No Rest 4 da Wicked» (2010)
- «Stand Up» (2010)

## Кліпи
| Рік  | Назва                    | Режисер(и)                    |
| ---- | ------------------------ | ----------------------------- |
| 1997 | «Ground»                 | Ghetto Fabulous               |
| 2000 | «Bartender»              | Marc Klasfeld                 |
| 2001 | «Killing Time»           | Demian Rami Lichteinstein     |
| 2001 | «The Meadow»             | Chizad                        |
| 2003 | «Blackout»               | Vem and Tony                  |
| 2005 | «Represent»              | Dale Resteghini               |
| 2006 | «Get Ready»              | Subnoize                      |
| 2007 | «Suffa»                  | Devin DeHaven                 |
| 2008 | «Ordo (Ab Chao)»         | Devin DeHaven                 |
| 2008 | «Renegade»               | Chad Archibald, Philip Carrer |
| 2009 | «Here and Now»           | Dale Resteghini               |
| 2010 | «No Rest for the Wicked» | Joey Nugene                   |
| 2011 | «Truth Rising»           | Joey Nugene                   |